# Лудвиг Савойски (Кипър)
Вижте пояснителната страница за други личности с името Лудвиг Савойски.
Лудвиг Савойски, наричан Лудвиг Женевски или Млади, Луи (на френски: Louis de Savoie, на италиански: Luigi (Ludovico) di Savoia, на немски: Ludwig von Savoyen, Ludwig der Jüngere; * юни 1436, Женева; † април 1482, Франция) от Савойската династия, е граф на Женева и крал на Кипър (1459 – 1460) заедно със съпругата си Шарлота Кипърска.

## Биография
Той е вторият син на херцог Лудвиг Савойски и съпругата му Анна дьо Лузинян, дъщеря на Янус, крал на Кипър и Йерусалим. Внук е на антипапа Феликс V. Брат е на херцог Амадей IX и Шарлота, омъжена през 1451 година за френския крал Луи XI. Племенник е на кипърския крал Йоан II († 1458).
На 14 декември 1447 г. малолетният Лудвиг е оженен в замък Стърлинг за 14-годишната принцеса Анабела Стюарт Шотландска (ок. 1436 – 1509), дъщеря на краля на Шотландия Джеймс I. Те нямат деца, и бракът е анулиран през 1458 г.
Той се жени на 7 октомври 1459 г. за братовчедката си Шарлота Лузинян (* 28 юни 1444; † 16 юли 1487), кралица на Кипър, вдовица на херцог Жуау Португалски, дъщеря на крал Йоан II Кипърски и Елена Палеологина, която през 1458 г. последва баща си като кралица на Кипър и титулувана кралица на Йерусалим и Армения.
През 1460 г. Жак II (Якоб), архиепископът на Никозия и извънбрачен син на Йоан II Кипърски, изисква за себе си трона и блокира Шарлота и Лудвиг три години в замъка на Кирения. Те бягат през 1463 г. в Рим и Якоб е коронован за крал.
Умира през април 1482 година в замък Рипай, Тонон ле Бан (днес във Франция).

## Деца
Лудвиг и Шарлота имат син, роден през юли 1464 г., който умира след един месец.